# Liga der ukrainischen Förderer
Die Liga der ukrainischen Förderer (ukrainisch Ліга українських меценатів, kurz LUM) ist eine internationale Wohltätigkeitsstiftung.

## Geschichte
Die LUM wurde 1994 gegründet und am 12. Oktober 1995 in Kiew durch das ukrainische Justizministerium registriert. Sie ist eine Nichtregierungsorganisation. Der Initiator der Schöpfung und ihr erster Präsident war der ukrainischstämmige kanadische Gesellschaftsaktivist, Geschäftsmann und Philanthrop Petro Jacyk. Das Ziel der Stiftung ist die Förderung der Entwicklung von Bildung, Wissenschaft und Forschung, insbesondere die Finanzierung wichtiger wissenschaftlicher Forschungs- und Bildungsprojekte sowie die Unterstützung bei der Deckung des Bedarfs pädagogischer Einrichtungen und Lehrbüchern.
Die Gründungsmitglieder der LUM waren Geschäftsleute aus der Ukraine, den USA, Kanada, Australien, Polen und Russland. Jedes Mitglied hat seine eigenen unabhängigen Programme. James C. Temerty unterstützt ukrainische Projekte in Kanada, darunter veranstaltete er die Ausstellung „Gold der Skythen aus der antiken Ukraine“ im Royal Ontario Museum zur Feier des 100-jährigen Jubiläums der ukrainischen Diaspora in Kanada. In der Ukraine betreut er die Business School an der Nationalen Universität Kiew-Mohyla Akademie. Maria Fischer-Slyzh, die ein Vorstandsmitglied der Ukrainischen Ärztevereinigung Nordamerikas war, finanzierte das Projekt „Kanadisch-Ukrainische Bibliothekszentren“ und unterstützte ihre ukrainischen Ausgaben von Büchern und Zeitschriften.
Petro Jacyks Tochter Nadija kümmert sich um alle von ihrem Vater ins Leben gerufenen Institutionen, wie das Harvard Ukrainian Research Institute, das Zentrum für das Studium der Geschichte der Ukraine am Canadian Institute of Ukrainian Studies, die Ukrainische Abteilung am Harriman Institute der Columbia University, die nach Petro Jacyk benannten Forschungs- und Informationszentren an den Universitäten von Toronto und London, sowie die Petro Jacyk Educational Foundation, die Forschungsprojekte durchführt, wie die englischsprachige Übersetzung und Veröffentlichung der Istorija Ukraïny-Rusy von Mychajlo Hruschewskyj.

## Wettbewerb und Auszeichnungen

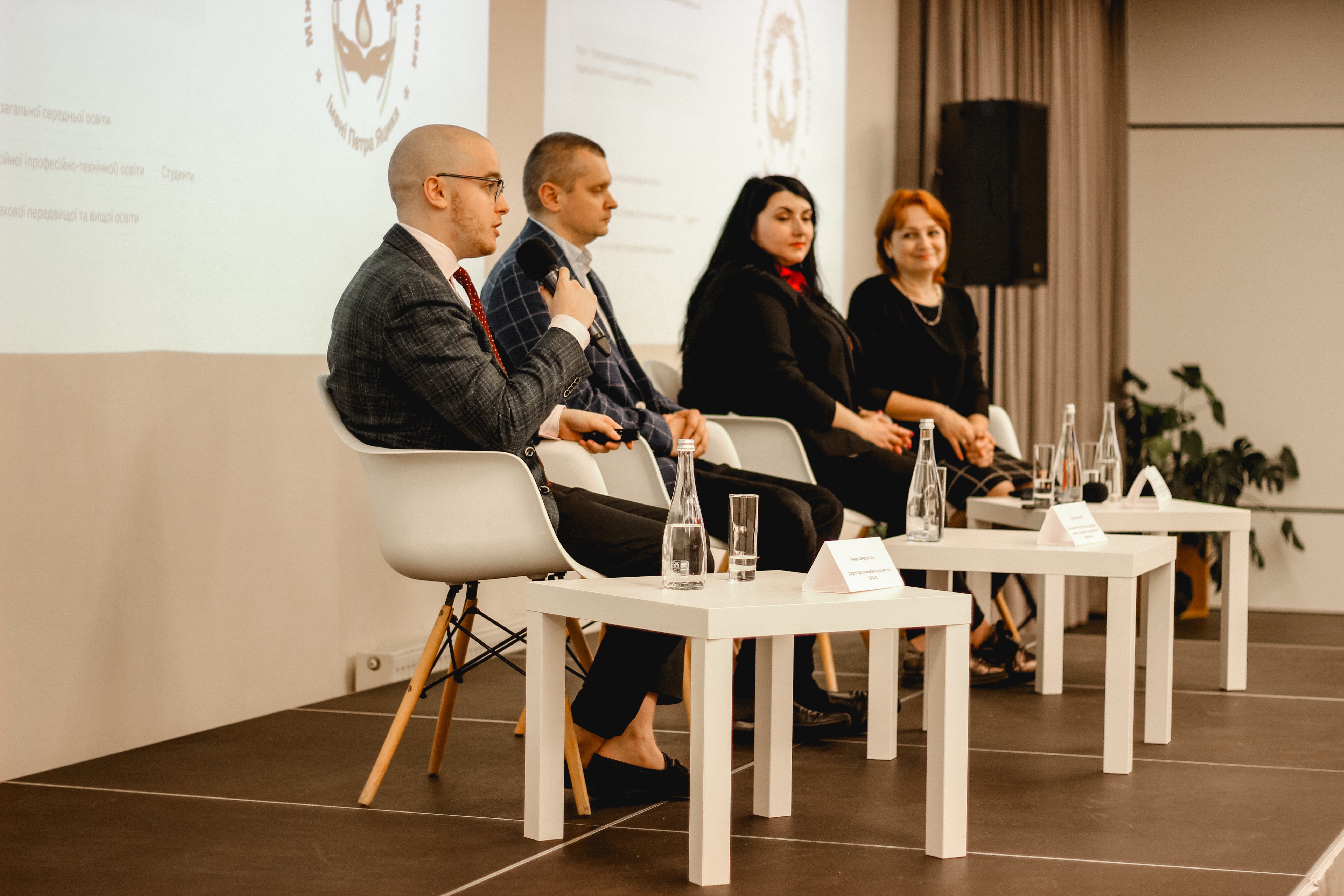
Die Vertreterin der LUM Julija Wosnjuk (Zweite von rechts) bei der Bekanntgabe der Ergebnisse des Petro Jacyk-Wettbewerbs (2021)

Ein nach Petro Jacyks benannter internationaler ukrainischer Sprachwettbewerb wurde ins Leben gerufen, der jährlich am Tag der ukrainischen Schrift und Sprache stattfindet und an dem mehr als 5 Millionen Personen aus 20 Ländern teilnehmen.
Die LUM hat mehrere Auszeichnungen ins Leben gerufen:
- Ein nach Wassyl Symyrenko benannter Preis wird an Persönlichkeiten aus der Politik, der Wissenschaft und der Literatur für herausragende Beiträge zum Staatsaufbau der Ukraine und zur Förderung der Autorität der Ukraine in der Welt verliehen.
- Ein nach Jewhen Tschykalenko benannter Preis wird für einen besonderen Beitrag zur Sache der nationalen Wiedergeburt und an Förderer, mit Ausnahme der eigenen Mitglieder der LUM, verliehen, die mit Spenden zum Aufbau der Wohltätigkeitsorganisation in der Ukraine beigetragen und Wissenschaften, Forschungen und Bauvorhaben gezielt unterstützt haben.
- Ein nach Wolodymyr Swidsinskyj benannter Preis wird für literarische Gedichtbände verliehen, die ein bemerkenswertes Phänomen der modernen ukrainischen Poesie darstellen und neue Richtungen darin einschlagen.